# Denzel Ward
Pour les articles homonymes, voir Ward.
(en) Statistiques sur pro-football-reference
Denzel N. Ward, né le 28 avril 1997 à Macedonia en Ohio, est un joueur américain de football américain.
Cornerback, il joue pour la franchise des Browns de Cleveland de la National Football League (NFL) après avoir joué au niveau universitaire pour les Buckeyes d'Ohio State en NCAA Divivision 1 FBS.

## Biographie

### Jeunesse
Ward a étudié au lycée Nordonia (en) situé à Macedonia dans l'Ohio. Il joue au football américain aux postes de cornerback et de wide receiver pour les Knights de Nordonia. Il pratique également le basketball et l'athlétisme. Comme senior, il réalise 10,49 secondes sur 100 mètres à l'occasion de la finale régionale qu'il remporte. En 200 mètres, son meilleur temps est de 21,38 secondes réalisé à l'occasion des finales de l'État où il termine 3e. Il s'engage ensuite avec l'université d'État de l'Ohio pour y jouer au football américain.

### Carrière universitaire
Ward arrive à Ohio State et y joue avec les Buckeyes sous les ordres de l'entraîneur principal Urban Meyer. Il dispute douze matchs en 2015 alors qu'il a le statut de true freshman et comptabilise sept plaquages,. Comme sophomore en 2016, il totalise 23 plaquages en treize matchs. Il devient titulaire la saison suivante, et au terme de la saison 2017, il est sélectionné dans l'équipe-type All-American.
Il fait l'impasse sur son année senior pour se présenter à la draft 2018 de la NFL. Pour la même raison, il ne dispute pas le Cotton Bowl Classic 2017.

### Carrière professionnelle
Ward participe au combine de la NFL tenu Indianapolis. Ses performances impressionnent les visionneurs et consolident l'impression qu'il est un des meilleurs candidats pour la draft au poste de cornerback,.Avant celle-ci, Ward visite plusieurs équipes de la NFL (les Buccaneers de Tampa Bay, les Dolphins de Miami, les Bears de Chicago, les Bills de Buffalo, les Browns de Cleveland et les 49ers de San Francisco,. Avant le début de la draft, les experts prédisent que Ward sera sélectionné dans les dix premiers choix. Il est considéré comme le meilleur cornerback à s'y présenter par Sports Illustrated et l'expert Mike Mayock (en) et le deuxième par DraftScout.com,.
| Taille                | Poids          | Bras            | Main           | Sprint   | Sprint   | Sprint   | Shuttle 20 yards | 3 cones drill | Détente       | Détente              | Développé couché | Test Wonderlic |
| Taille                | Poids          | Bras            | Main           | 40 yards | 10 yards | 20 yards | Shuttle 20 yards | 3 cones drill | verticale     | horizontale          | Développé couché | Test Wonderlic |
| 1,80 m (5 ft 10 ⅞ in) | 83 kg (183 lb) | 79 cm (31 ¼ in) | 22 cm (8 ¾ in) | 4,37s    | 1,47 s   | 2,48 s   | -                | -             | 99 cm (39 in) | 3,45 cm (11 ft 4 in) | 16 reps          | -              |

Il est sélectionné au 4e rang de la draft par les Browns de Cleveland. 

#### Saison 2018
Ward débute le camp d'entraînement comme titulaire au poste de cornerback à la suite des départs de Jason McCourty (en) et de Jamar Taylor (en). L'entraîneur principal Hue Jackson (en) le confirme à cette place pour le début de la saison en compagnie de Terrance Mitchell (en).
Il fait ses débuts professionnels contre les Steelers de Pittsburgh (match nul de 21 à 21). Il réussit six plaquages, dévie trois passes et intercepte deux passes du quarterback Ben Roethlisberger. Le 7 octobre 2018, Ward totalise cinq plaquages, trois passes déviées, une interception et bloque un field goal lors de la victoire en prolongation de 12 à 9 contre les Ravens de Baltimore. Cette performance lui vaut le titre de meilleur joueur de la semaine des équipes spéciales en AFC.
Il termine la saison avec 53 plaquages, 11 passes déviées, 3 interceptions, un fumble forcé et deux recouverts. Cette première saison en NFL lui vaut une sélection au Pro Bowl et devient le sixième débutant (rookie) de l'histoire des Browns à y être sélectionné. Il est de plus sélectionné dans l'équipe-type des débutants de la NFL.

#### Saison 2019

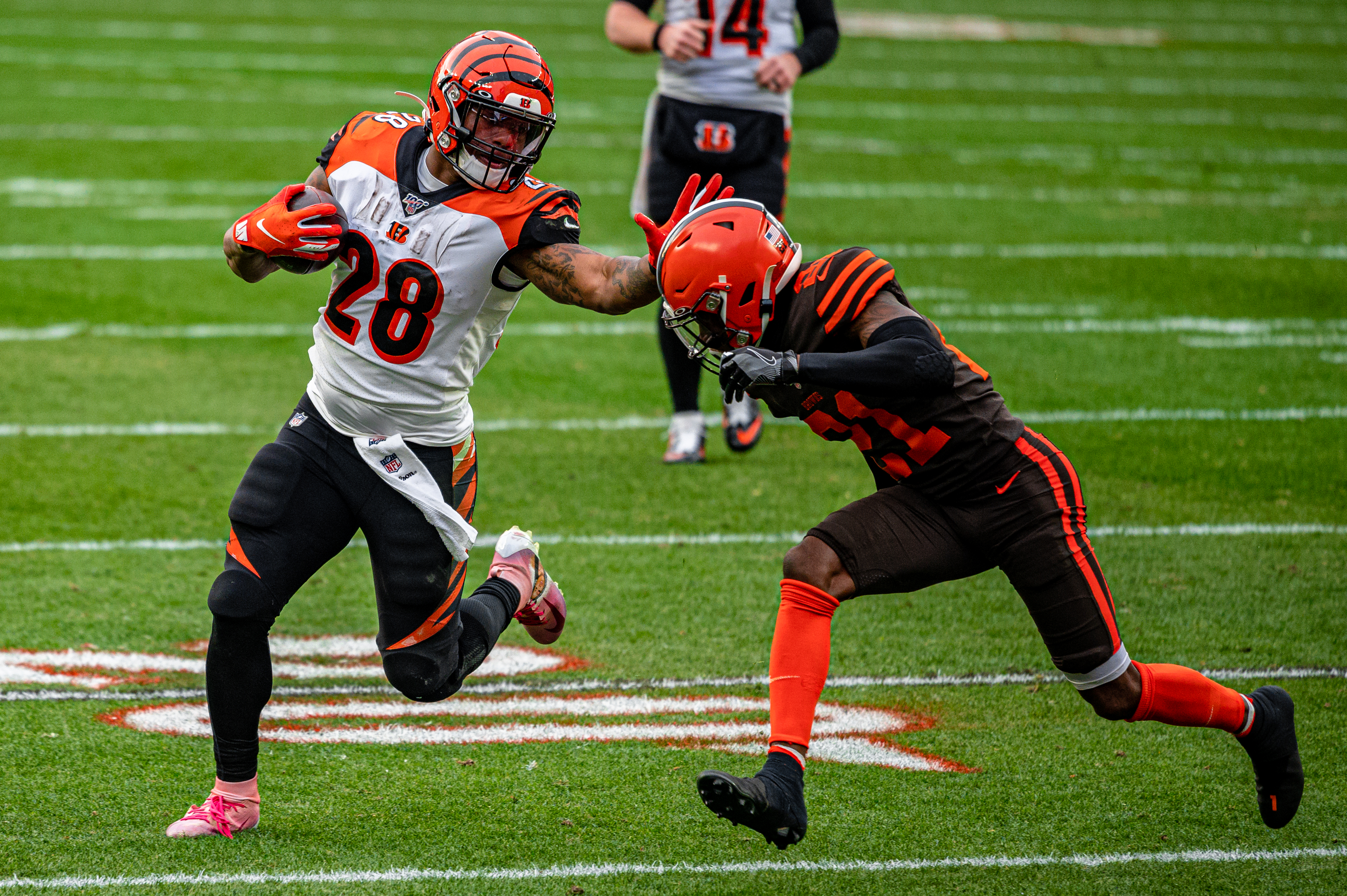
Denzel Ward contre Joe Mixon lors du match contre les Bengals de Cincinnati en 2019.

À l'occasion de la victoire de 27 à 19 en 14e semaine contre les Bengals de Cincinnati, Ward réussit la première interception de sa saison sur une passe d'Andy Dalton qu'il transforme en touchdown à la suite d'un retour de 61 yards.

#### Saison 2020
En 4e semaine contre les Cowboys de Dallas, Ward intercepte une passe de Dak Prescott en fin de 4e quart-temps qui assure la victoire de son équipe au score de 49 à 38. En 11e semaine lors de la victoire 22 à 17 contre les Eagles de Philadelphie, Ward dévie quatre passes et intercepte une passe du quarterback Carson Wentz en fin de 4e quart-temps. 
Le 31 décembre, Ward est placé sur la liste des réservistes touchés par la Covid-19 et est encuite réactivé le 13 janvier 2021.

#### Saison 2021
Les Browns activent l'option de cinquième année du contrat de Ward le 23 avril 2021, lui garantissant un salaire de 13,29 millions de dollars pour la saison 2022.

#### Saison 2022
Le 18 avril 2022, Ward signe une prolongation de contrat de cinq ans pour un montant de 100,5 millions de dollars, dont 71,25 millions garantis. Il devient ainsi le cornerback le mieux payé de l'histoire de la NFL.

## Statistiques
| Année       | Équipe                | Statut      | MJ |       | Plaquages | Plaquages | Plaquages | Plaquages |       | Interceptions | Interceptions | Interceptions | Interceptions |  | Fumbles | Fumbles |
| Année       | Équipe                | Statut      | MJ | Total | Seul      | Ast.      | Sacks     | Nb.       | Yards | Déf.          | TD            | Nb.           | Rec.          |  |         |         |
| 2015        | Buckeyes d'Ohio State | Fr.         | 05 | 07    | 05        | 02        | 0         | 0         | 0     | 0             | 0             | 0             | 0             |  |         |         |
| 2016        | Buckeyes d'Ohio State | So.         | 10 | 23    | 12        | 11        | 0         | 0         | 0     | 9             | 0             | 0             | 0             |  |         |         |
| 2017        | Buckeyes d'Ohio State | Jr.         | 11 | 37    | 30        | 07        | 0         | 2         | 0     | 15            | 0             | 0             | 0             |  |         |         |
| Totaux NCAA | Totaux NCAA           | Totaux NCAA | 26 | 67    | 47        | 20        | 0         | 2         | 0     | 24            | 0             | 0             | 0             |  |         |         |

| Année       | Équipe              | MJ |       | Plaquages | Plaquages | Plaquages | Plaquages |       | Interceptions | Interceptions | Interceptions | Interceptions |  | Fumbles | Fumbles |
| Année       | Équipe              | MJ | Total | Seul      | Ast.      | Sacks     | Nb.       | Yards | Déf.          | TD            | Nb.           | Rec.          |  |         |         |
| 2018        | Browns de Cleveland | 13 | 53    | 41        | 12        | 0,0       | 3         | 026   | 11            | 0             | 1             | 2             |  |         |         |
| 2019        | Browns de Cleveland | 12 | 44    | 38        | 06        | 0,0       | 2         | 061   | 11            | 1             | 0             | 1             |  |         |         |
| 2020        | Browns de Cleveland | 12 | 46    | 38        | 08        | 0,0       | 2         | 0     | 18            | 0             | 1             | 0             |  |         |         |
| 2021        | Browns de Cleveland | 15 | 43    | 34        | 09        | 0,5       | 3         | 103   | 10            | 1             | 0             | 0             |  |         |         |
| Totaux NCAA | Totaux NCAA         | 52 | 186   | 151       | 35        | 0,5       | 10        | 190   | 50            | 2             | 2             | 3             |  |         |         |

| Année | Équipe              | MJ |       | Plaquages | Plaquages | Plaquages | Plaquages |       | Interceptions | Interceptions | Interceptions | Interceptions |  | Fumbles | Fumbles |
| Année | Équipe              | MJ | Total | Seul      | Ast.      | Sacks     | Nb.       | Yards | Déf.          | TD            | Nb.           | Rec.          |  |         |         |
| 2020  | Browns de Cleveland | 1  | 3     | 3         | 0         | 0,0       | 0         | 0     | 0             | 0             | 0             | 0             |  |         |         |

## Trophées et récompenses
- Sélectionné au Pro Bowl en fin de saison 2018 et 2021 (Pro Bowl 2019 et 2022) ;
- Meilleur débutant défensif en 2018 lors des 1re et 5e semaines ;
- Meilleur joueur des équipes spéciales AFC en 2018 lors de la 5e semaine.